# Al-Mada'in District
Al-Mada'in District är ett distrikt i Irak.   Det ligger i provinsen Bagdad, i den centrala delen av landet, 30 km sydost om huvudstaden Bagdad.